# La Chance endormie
Pour plus de détails, voir Fiche technique et Distribution.
La Chance endormie (La suerte dormida) est un film espagnol réalisé par Ángeles González-Sinde en 2003. Le film est basé sur des faits réels.

## Synopsis
Ángela (Adriana Ozores), une avocate qui a récemment perdu sa famille, accepte un cas d'indemnisation contre une compagnie de construction à cause de la mort d'un de ses ouvriers.

## Fiche technique
- Photographie : Antonio Calvache
- Musique : Miguel Malla
- Montage : Fernando Pardo
- Production : Gerardo Herrero, Javier López Blanco et Mariela Besuievsky

## Distribution
- Adriana Ozores : Amparo
- Félix Gómez : Agustín
- Pepe Soriano : José
- Carlos Kaniowsky : Floro
- Fanny de Castro : Rosa
- Chani Martín : Genaro
- Antonio Muñoz de Mesa : Peláez
- Pilar Castro : Sonia
- Francesc Orella : Miguel Ángel
- Fernando Soto : un ouvrier
- Ana Wagener : Begoña Castilla
- Alfonso Vallejo : Chacón

## Prix
Goyas 2004 
| Catégorie                    | Personne               | Résultat |
| ---------------------------- | ---------------------- | -------- |
| Meilleur réalisateur nouveau | Ángeles González-Sinde | Lauréat  |
| Meilleure actrice secondaire | Adriana Ozores         | Nommée   |

- Premio Turia al mejor trabajo novel (2003)
- 2004 : Prix de l'interprétation féminine au Festival international du film de femmes de Salé pour Adriana Ozores